# VF-13 (1948-1969)
Il VF-13 fu uno squadrone di caccia della Marina degli Stati Uniti, fondato il 2 agosto 1948 e sciolto il 1º ottobre 1969. Fu il secondo squadrone ad essere designato VF-13, l'originale VF-13 "Black Cats" fu fondato il 2 novembre 1943 e sciolto il 20 ottobre 1945.

## Storia
Alla fine del 1954, VF-13 divenne il primo squadrone operativo a ricevere l'F-9F8 Cougar.

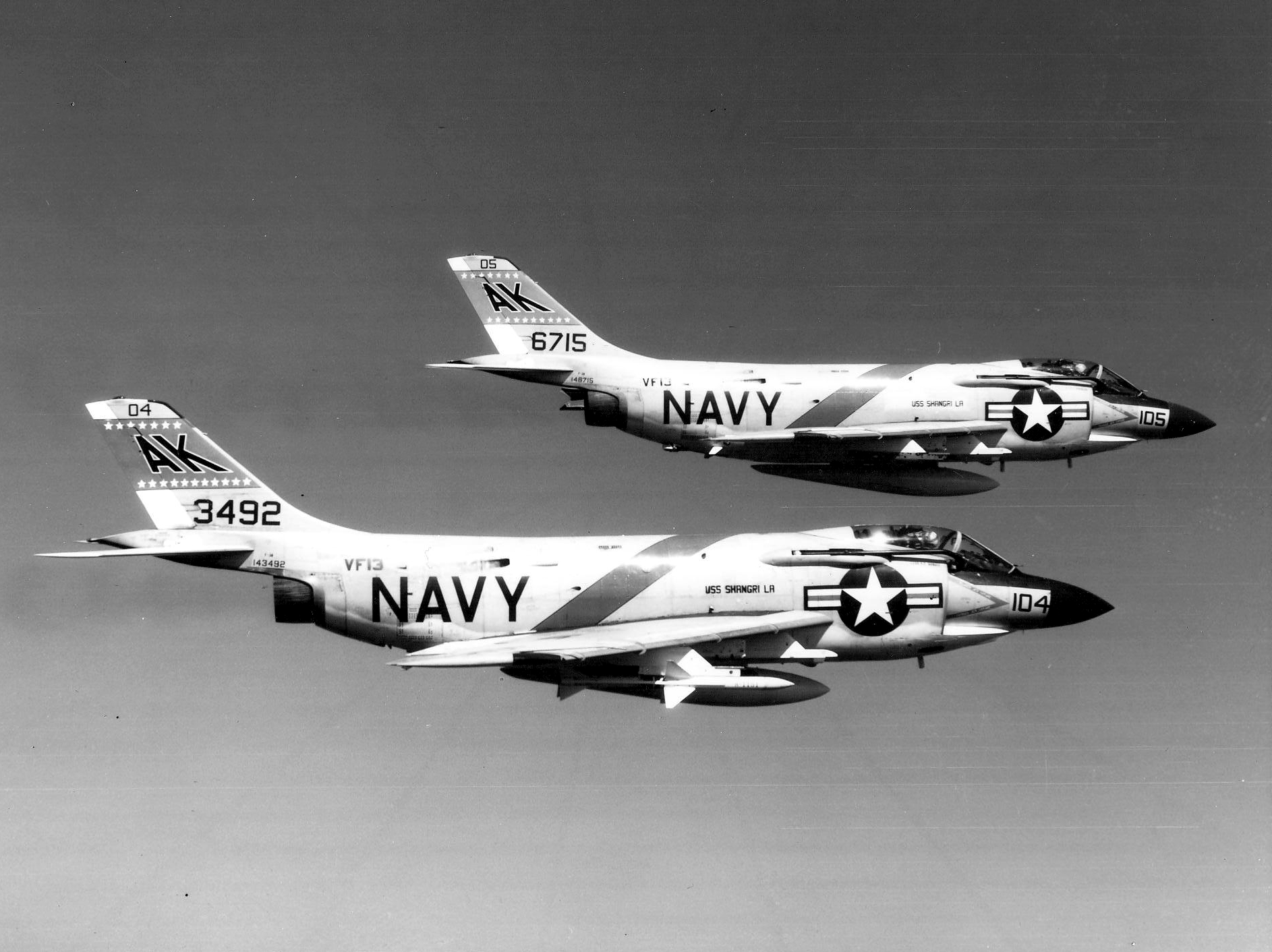
Un F3B del VF-13 in volo nel 1963

Il VF-13 fu assegnato all'Air Task Group 201 (ATG-201) a bordo della USS Bennington per il suo viaggio in Sud America dall'8 settembre al 20 ottobre 1955 e per il successivo dispiegamento nel Pacifico occidentale dal 31 ottobre 1955 al 16 aprile 1956.
Negli anni '60 VF-13 fu assegnato al Carrier Air Group 10 (CVG-10) e imbarcato a bordo della USS Essex per un dispiegamento nel Mediterraneo dal 7 agosto 1959 al 26 febbraio 1960. Il VF-13 fu imbarcato a bordo della USS Shangri-La per schieramenti nel Mediterraneo dal 2 febbraio al 15 maggio 1961 e dal 7 febbraio al 28 agosto 1962.

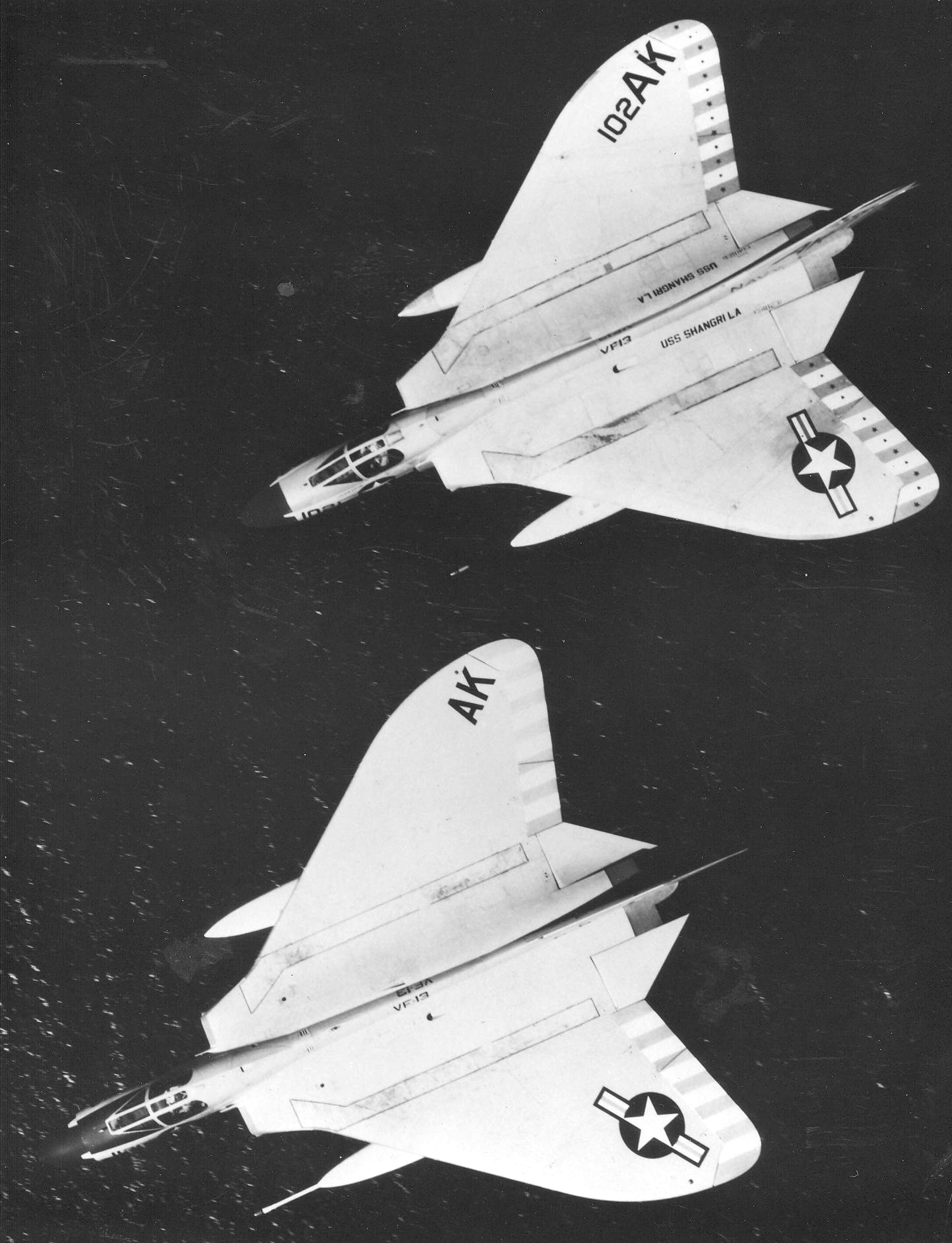
Un F4D-1 del VF-13 in volo nel 1961

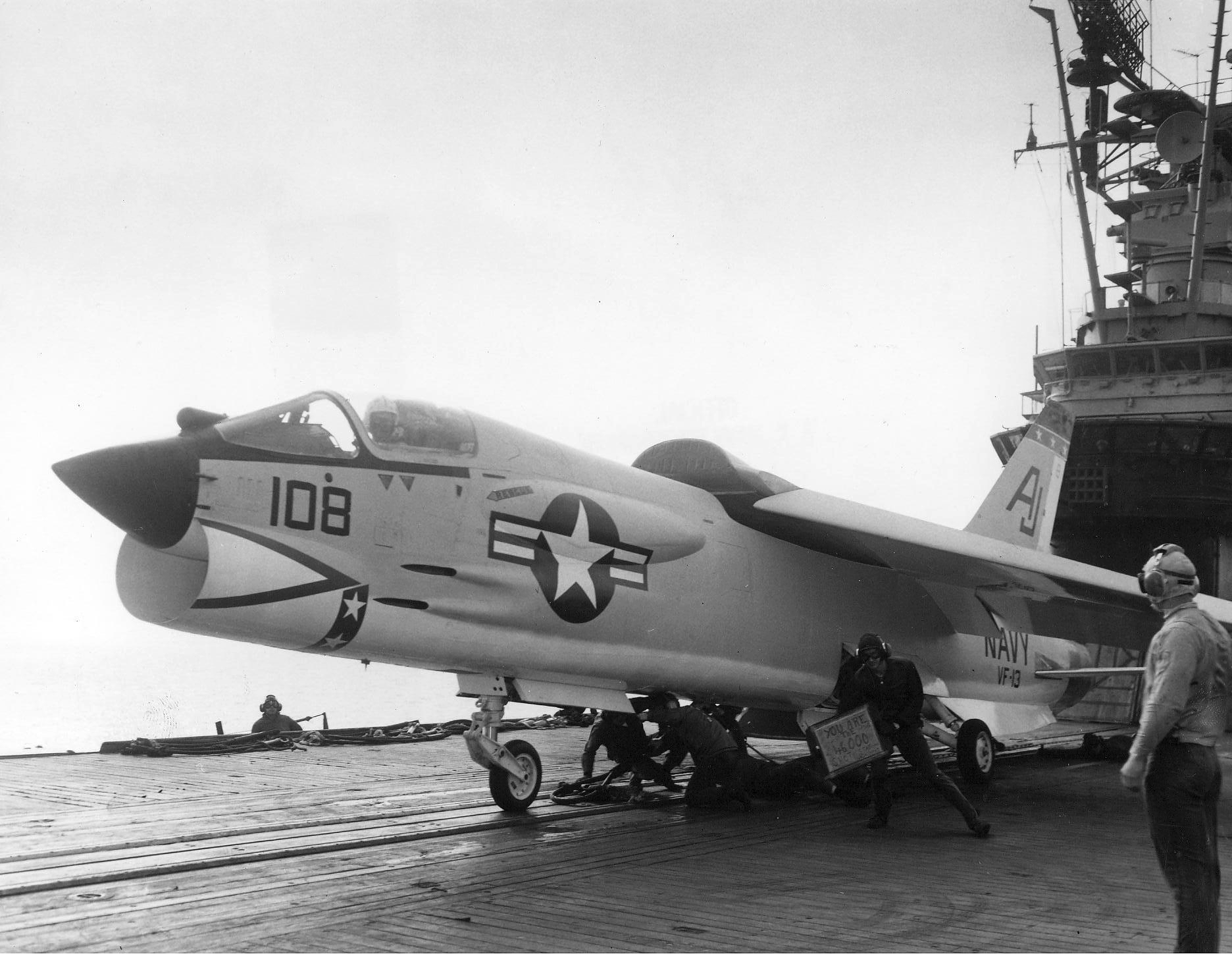
Un F-8D si prepara al lancio dalla USS Shangri-La nel 1968

VF-13 fu assegnato al Carrier Air Wing 8 (CVW-8) a bordo della USS Shangri-La per schieramenti nel Mediterraneo dal 29 settembre 1966 al 20 maggio 1967, dal 15 novembre 1967 al 4 agosto 1968 e dal 7 gennaio al 29 luglio 1969.